# Bitstopfen
Als Bitstopfen (englisch bit stuffing) bezeichnet man in der Nachrichtentechnik das Einfügen eines oder mehrerer Füllbits in eine Datenübertragung, um Signalinformationen (d. h. keine Nutzdaten im eigentlichen Sinne) an den Empfänger zu übermitteln. Der Empfänger muss in diesem Fall wissen, wie er diese zusätzlich eingefügten Bits erkennt und wieder entfernt, um die eigentlichen Nutzdaten zu erhalten.
Ein mögliches Beispiel ist der Blockaufbau im HDLC.

## Bitstuffing bei CAN

Stopfbit nach fünf gleichen Bits

Das Verfahren wird auch bei CAN verwendet. Um eine Synchronisierung der Teilnehmer zu ermöglichen, soll verhindert werden, dass lange monotone Sequenzen von 0 oder 1 übertragen werden. Dadurch soll verhindert werden, dass die Übertragung zwischen Sender und Empfänger auseinanderdriftet (z. B. aufgrund von etwas ungenauen Taktsignalen zwischen den beteiligten ICs bzw. Kommunikationsteilnehmern).
Beim Bitstuffing wird nach fünf gleichen Bits ein inverses Bit eingefügt (dadurch wird eine monotone Folge unterbrochen). Der Empfänger kennt dieses Verfahren und entfernt beim Empfang einer Folge von fünf gleichen Bits das folgende sechste Bit und erhält damit die ursprünglichen Daten. Als weitere Möglichkeit kann das sechste Bit untersucht werden: Verstößt es dabei gegen die Regeln des Bitstuffing, so wird ein Übertragungsfehler erkannt.